# Hans Joachim Sewering
Hans Joachim Sewering, né le 30 janvier 1916 et décédé le 18 juin 2010, était un docteur allemand. Durant la Seconde Guerre mondiale, il a présumément participé au transfert de 900 enfants handicapés catholiques dans des camps où ils ont été tués,. En mai 2008, il a été décoré de la médaille Günther-Budelmann par la Fédération de médecine interne allemande.